# SN 2009hz
SN 2009hz – supernowa typu II odkryta 3 sierpnia 2009 roku w galaktyce UGC 11499. W momencie odkrycia miała maksymalną jasność 17,80m.